# Лора Діз
Лора Діз (англ. Laura Deas, /ˌdiːz/) — британська (валлійська) скелетоністка, олімпійська медалістка. 
Бронзову олімпійську медаль Діз виборола на Пхьончханській олімпіаді 2018 року. 

## Зовнішні посилання
- Досьє на сайті IBSF [Архівовано 1 грудня 2017 у Wayback Machine.]

## Виноски
1. 1 2 3 4 5 6 7  Olympedia — 2006.
2. 1 2 3  BBSA athlete database
3. ↑  Women's results (PDF). Архів оригіналу (PDF) за 17 лютого 2018. Процитовано 20 квітня 2018.